# Etnografija
Etnografíja (grško ἔθνος narod in γράφειν pisati) ali narodopisje je opisni (deskriptivni) del etnologije. To je torej  veda, ki opisuje in proučuje materialno, družbeno in duhovno kulturo (življenje, običaje, verovanja idr.) posameznih narodov. Tako je etnografija v bistvu zbirateljska, muzejska dejavnost etnologa.
Etnografija se nanaša na kvalitativni opis pojavov človeške družbe, ki temelji na terenskem delu in je kot taka metoda holističnega raziskovanja.